# Герб Давид-Городка

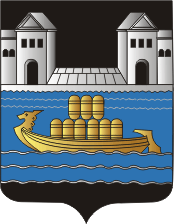

Герб Давид-Городка — геральдичний символ міста Давид-Городок, наданий 22 січня 1796 року: «у чорному полі срібна річка з пристанню і золотим судном з товарами». 
Герб Давид-Городка затверджений 28 червня 1997 року Рішенням № 17 Давид-Городоцького виконкому. Герб внесений у Гербовий матрикул Республіки Білорусь 1 грудня 1997 року під № 10: «В чорному полі французького щита річка Прип'ять, на березі якої срібна пристань з двома брамами, до неї пристає золоте судно з тюками товарів».